# Ruševo
Ruševo je naselje u Republici Hrvatskoj u Požeško-slavonskoj županiji, u sastavu općine Čaglin.

## Zemljopis
Ruševo je smješteno 6 km južno od Čaglina na cesti Slavonski Brod - Našice, susjedna sela su Sovski Dol na istoku, Migalovci na sjeveru i Djedina Rijeka na zapadu.

## Povijest
Naselje je dosta stradalo je ili nestao u poraću Drugog svjetskog rata, kad je ubijen znatan broj Hrvata i drugih. U travnju i svibnju 1945. partizani su u Ruševu ubili 52 osobe.

## Stanovništvo
Prema popisu stanovništva iz 2001. godine Ruševo je imalo 310 stanovnika, dok je prema popis stanovništva iz 1991. godine imalo 320 stanovnika.
| broj stanovnika | 471   | 453   | 414   | 488   | 576   | 701   | 643   | 756   | 784   | 764   | 648   | 570   | 429   | 320   | 310   | 265   | 182   |
|                 | 1857. | 1869. | 1880. | 1890. | 1900. | 1910. | 1921. | 1931. | 1948. | 1953. | 1961. | 1971. | 1981. | 1991. | 2001. | 2011. | 2021. |